# Красовка (зупинний пункт)
Красо́вка (Красівка) — зупинний пункт Жмеринської дирекції Південно-Західної залізниці. 
Розташований неподалік від села Красівка Красилівського району Хмельницької області на лінії Шепетівка — Старокостянтинів I між станціями Чотирбоки (23 км) та Антоніни (8 км). Відстань до ст. Шепетівка — 47 км, до ст. Старокостянтинів I — 23 км.
Відкритий у 2000-х роках.